# オーバープファルツの森
オーバープファルツの森（Der ドイツ語: Oberpfälzer Wald  ドイツ語発音、またはチェコ語: Český les）は、ドイツ、チェコ国境にまたがるボヘミア山地（英語）の中低山地で、フィヒテル山地の南、バイエルンの森の北に位置する。北のヴァルトザッセンから南のヴァルトミュンヒェンまで全長100kmにわたって延びている。地質学上は、主に花崗岩と片麻岩、花崗岩、蛇紋岩からなっている。
深く切れ込んだ渓谷、高台の城や遺跡、広々とした眺望、孤高の頂、のどかな風景にたたずむ鄙びた教会や礼拝堂、これらがオーバープファルツの森の特徴的な風景である。特徴は多くの入植跡にも見られる。『中世のルール地方』と呼ばれるこの地は、かつての先進的な工業地域であった。あらゆる川やせせらぎには多くの水力を利用した金属加工機械がならび、その周囲の木材を伐採して、手軽で安価な燃料である木炭の原料とした。その後、伐採跡は再度森林化したものの、その円形状の跡は現在でもうかがい知ることが出来る。
この他のオーバープファルツの森の特徴に、多くの城や城跡がある。11世紀から13世紀にかけて有力な政治勢力の拠点であったことから、多くの防御施設が建設されたのである。

## 山
オーバープファルツの森の山は、高い順に以下の通り。
- Čerchov （de:Cerchov、ドイツ名はシュヴァルツコプフ (Schwarzkopf)、1,042 m）、チェコ
- Dyleň （de:Dylen、ドイツ名はティレンベルク (Tillenberg)、939 m）、チェコ
- ギプアハト (Gibacht, 938 m)、バイエルン
- エンテンビュール (Entenbühl, 901 m)、バイエルン
- ヴァインガルテンフェルス (Weingartenfels, 896 m)、バイエルン
- ジクナルベルク (Signalberg, 888 m)、バイエルン
- ライヒェンシュタイン (Reichenstein, 874 m)、バイエルン
- フラウエンシュタイン (Frauenstein, 835 m)、バイエルン
- シェレンベルク (Schellenberg, 829 m)、バイエルン
- シュテュックシュタイン (Stückstein, 808 m)、バイエルン
- シュタインベルク (Steinberg, 802 m)、バイエルン
- ファーレンベルク (Fahrenberg, 801 m)、バイエルン
- シュヴァルツヴィールベルク（シュロスベルク）(Schwarzwihrberg / Schloßberg, 706 m)、バイエルン
- ヨハニスベルク (Johannisberg, 605 m)、バイエルン

## 町

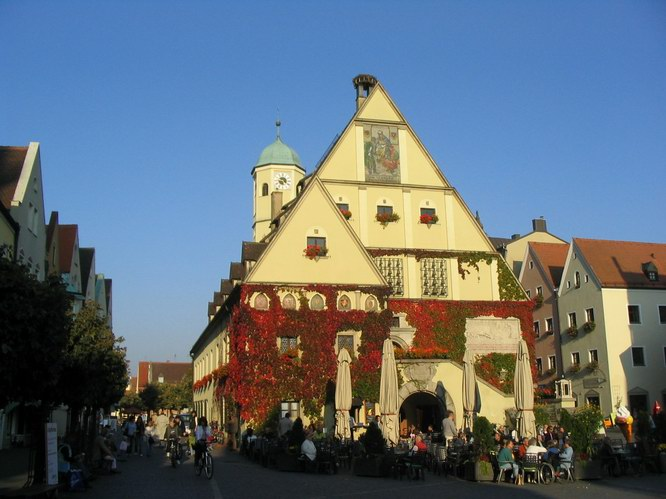
ヴァイデンのラートハウス

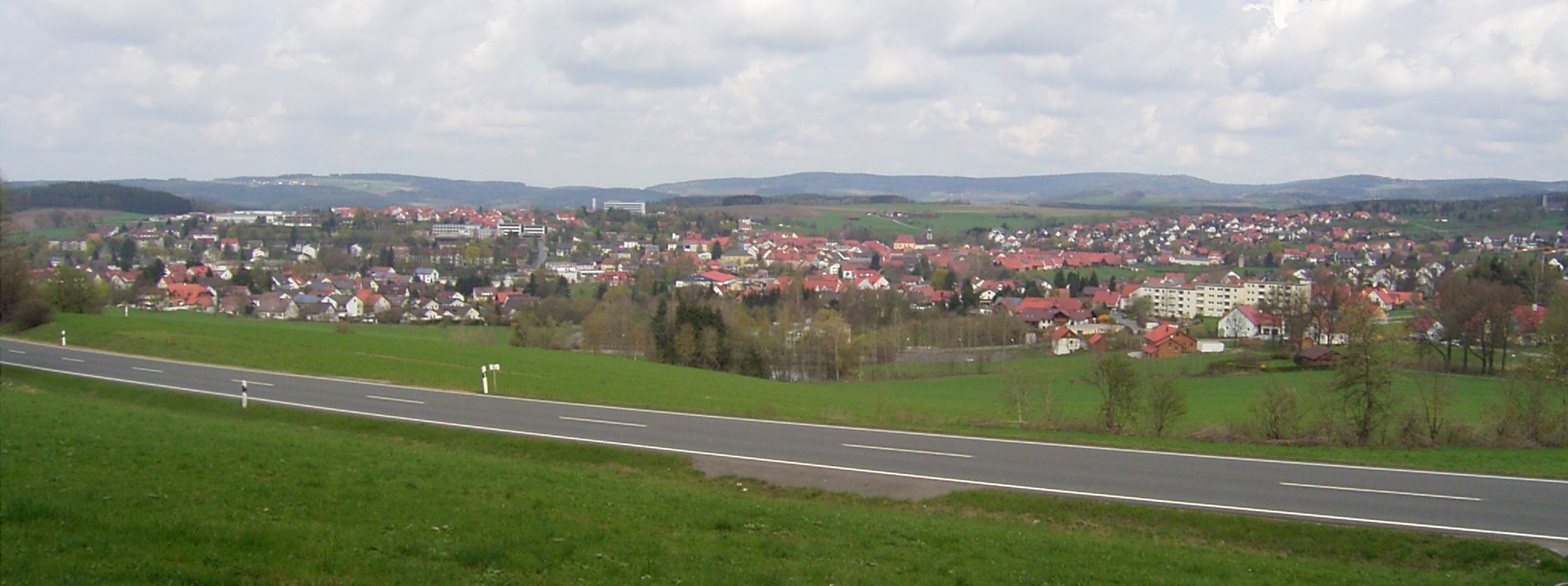
オーバーフィエヒタハの町並み

- ヴァイトハウス de:Waidhaus
- シェンゼー de:Schönsee
- ヴァルトザッセン de:Waldsassen
- ノイアルベンロイト de:Neualbenreuth
- ティルシェンロイト de:Tirschenreuth
- ファルケンベルク de:Falkenberg (Oberpfalz)
- ベルナウ de:Bärnau
- プレスベルク de:Plößberg
- フロッセンビュルク de:Flossenbürg
- ヴァイデン・イン・デア・オーバープファルツ
- アンベルク
- シュヴァンドルフ de:Schwandorf
- テンネスベルク de:Tännesberg
- ヴァルトトゥルン de:Waldthurn
- プレイシュタイン de:Pleystein
- フォーヘンシュトラウス de:Vohenstrauß
- エスラーン de:Eslarn
- ロイヒテンベルク de:Leuchtenberg
- ベヒツリート de:Bechtsrieth
- オーバーフィエヒタハ de:Oberviechtach
- シルミッツ de:Schirmitz
- ノイブルク・フォルム・ヴァルト de:Neunburg vorm Wald
- ヴァルトミュンヒェン de:Waldmünchen
- ニーダームラハ de:Niedermurach
- フロイデンベルク de:Freudenberg (Oberpfalz)

## 川
オーバープファルツの森には多くの川の水源がある。
- ヴォントレプ川 de:Wondreb (Fluss)
- ヴァルトナーブ川 de:Waldnaabtal
- ミース川 de:Mies (Fluss)
- プフライムト川 Pfreimd
- シュヴァルツァハ川 Schwarzach
- ハンマーバッハ川 de:Hammerbach (Mies)

## 城と城跡
- ノイハウス城 Burg Neuhaus

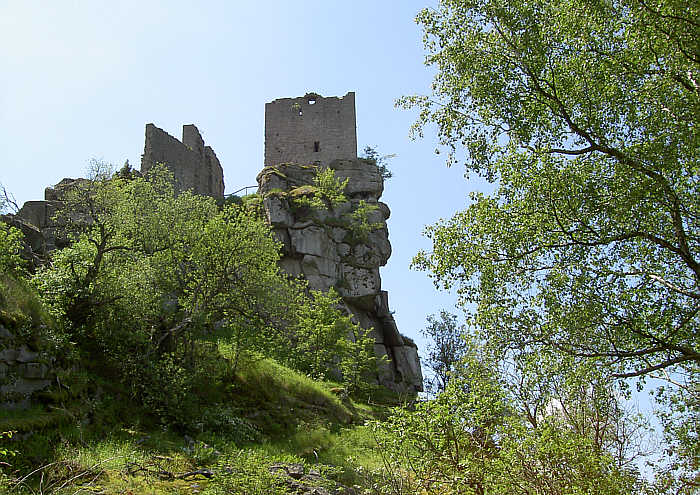
フロッセンビュルク城

- トラウスニッツ城 Burg Trausnitz
- ファルケンベルク城 de:Burg Falkenberg (Oberpfalz)
- ムラハ城館 Haus Murach
- ロイヒテンベルク城趾 de:Burgruine Leuchtenberg
- パルクシュタイン城趾 de:Burg Parkstein
- シュテルンシュタイン城趾 Ruine Störnstein
- シェレンベルク城 de:Burg Schellenberg
- フロッセンビュルク城 de:Burg Flossenbürg
- フラウエンシュタイン城 de:Burg Frauenstein (Winklarn) bei Winklarn
- ライヒェンシュタイン城趾 Ruine Reichenstein bei Schönsee
- シュヴェルツェンベルク城趾 Ruine Schwärzenberg
- シュヴァルツェンブルク城趾 Ruine Schwarzenburg
- タンシュタイン de:Thannstein
- ヴァルダウ Waldau
- ヴィルデナウ Wildenau

## 自然の景観

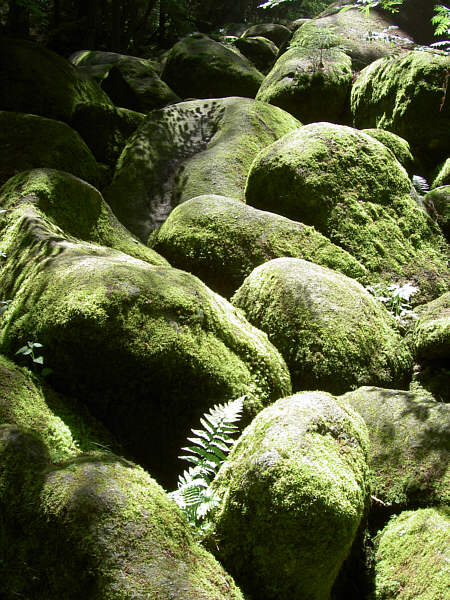
ドースト

- ムクルバッハ滝 (de:Muglbach-Wasserfall)：ノイアルベンロイトとメーリンクの間の森の中にある。
- ヴァルトナーブ渓谷 (de:Waldnaabtal)：ファルケンベルクとヴィンディッシェシェンバッハの間。
- シュティフトレンダー・タイヒファンネ (de:Stiftländer Teichpfanne)：ティルシェンロイト、ヴィーザウ、ミッテルタイヒにまたがる湖水帯。
- トイフェルスキュッヒェ (de:Teufelsküche (Tirschenreuth))：ティルシェンロイトの南の花崗岩の堆積。
- ヴォルフェンシュタイン（狼岩） (de:Wolfenstein (Fels))：花崗岩の立石。
- パルクシュタイン (de:Parkstein (Basaltkegel))：ヨーロッパで最も見事な玄武岩の柱状節理。
- ドースト de:Doost：ギルニッツバッハにある大きな花崗岩の丸石。
- フロッセンビュルク城の城山
- レーラウ渓谷
- クルツァー・モース Kulzer Moos
- 紅水晶の岩：プレイシュタインにある。
- ツォットバッハ渓谷